# Марково (Підляське воєводство)
Марково (пол. Markowo) — село в Польщі, у гміні Бранськ Більського повіту Підляського воєводства.
Населення — 154 особи (2011).
У 1975-1998 роках село належало до Білостоцького воєводства.

## Демографія
Демографічна структура станом на 31 березня 2011 року:
|          | Загалом | Допрацездатний вік | Працездатний вік | Постпрацездатний вік |
| -------- | ------- | ------------------ | ---------------- | -------------------- |
| Чоловіки | 70      | 16                 | 44               | 10                   |
| Жінки    | 84      | 21                 | 43               | 20                   |
| Разом    | 154     | 37                 | 87               | 30                   |